# Marina Kaye
Marina Dalmas, mais conhecida como Marina Kaye (Marselha, 9 de fevereiro de 1998), é uma cantora e compositora francesa, mais conhecida pelo hit "Homeless", ela lançou o EP Homeless em 2014 e o álbum Fearless em 2015.

## Carreira
Em 14 de dezembro de 2011, ela ganhou a sexta edição do programa de talentos La France a un incroyable talent, a versão francesa do British Got Talent, quando tinha 13 anos. No programa, ela cantou "Rolling in the Deep" e "Set Fire to the Rain", da Adele, e "Firework", da Katy Perry.
Em 2012, ela estrelou a comédia musical francesa Adam et Ève: La Seconde Chance (com Pascal Obispo). Ela também lançou diversos covers online e fez shows de abertura da banda Thirty Seconds to Mars no Palais des Festivals de Cannes e para Florent Pagny durante sua turnê Vieillir Ensemble. Também abriu 5 concertos de Lindsey Stirling na França em 2014.
Ela ganhou mais reconhecimento com a faixa "Homeless", do EP de mesmo nome. O single ficou no topo da SNEP (parada musical oficial da França).
Em 18 de maio de 2015, ela lançou o álbum Fearless, gravado em Londres e New York.
Em 2019 lançou Twisted sua nova música acompanhada de um vídeo, a música marca o retorno de Marina aos palcos.

## Discografia

### Álbuns
| Ano  | Álbum       | Melhores posições atingidas | Melhores posições atingidas | Melhores posições atingidas | Certificações |
| Ano  | Álbum       | FR                          | BEL (Wa)                    | SWI                         | Certificações |
| ---- | ----------- | --------------------------- | --------------------------- | --------------------------- | ------------- |
| 2015 | Fearless    | 3                           | 23                          | 20                          |               |
| 2017 | Explicit    |                             |                             |                             |               |
| 2020 | Twisted     |                             |                             |                             |               |
| 2024 | Heavenbound | 27                          |                             |                             |               |

### EPs
- 2014: Homeless EP

### Singles
| Ano  | Música                   | Melhores posições atingidas | Melhores posições atingidas | Melhores posições atingidas | Certificações | Álbum / EP                             |
| Ano  | Música                   | FR                          | BEL (Wa)                    | SWI                         | Certificações | Álbum / EP                             |
| ---- | ------------------------ | --------------------------- | --------------------------- | --------------------------- | ------------- | -------------------------------------- |
| 2015 | "Homeless"               | 1                           | 1                           | 39                          | BEL: Gold     | Homeless EP Later included on Fearless |
| 2015 | "Dancing with the Devil" | 49                          |                             |                             |               | Fearless                               |

Outras músicas/Singles promocionais
| Ano  | Álbum                | Melhores posições atingidas | Álbum / EP |
| Ano  | Álbum                | FR                          | Álbum / EP |
| ---- | -------------------- | --------------------------- | ---------- |
| 2015 | "Freeze You Out"     | 69                          | Fearless   |
| 2015 | "Sounds Like Heaven" | 134                         | Fearless   |
| 2015 | "Live Before I Die"  | 185                         | Fearless   |